# 1662

## أحداث
- 1 فبراير - استحوذ كوشينغا على تايوان من الهولنديين وأسس مملكة تونغنينغ التي حكمت حتى عام 1683.
- مملكة البرتغال تسلم طنجة لشارل الثاني ملك إنكلترا، بعد احتدام هجمات الخضر غيلان.

## مواليد
- ريتشارد بنتلي
- ماثيو هنري

## وفيات
- ملك أحمد باشا ( أبازة )
- 19 اغسطس - عالم الرياضيات الفرنسي بليز باسكال عن عمر 39 عاما.
- بيتر هولشتاين الأول